# Ołeh Werniajew
Ołeh Jurijowicz Werniajew (ukr. Оле́г Ю́рійович Верня́єв; ur. 29 września 1993 r. w Doniecku) – ukraiński gimnastyk sportowy, mistrz i wicemistrz olimpijski, mistrz świata i sześciokrotny Europy, trzykrotny złoty medalista uniwersjady.

## Życiorys

### Edukacja
Skończył naukę w Państwowym Instytucie Zdrowia, Wychowania Fizycznego i Sportu w Doniecku. Jego obecnym trenerem jest Gennady Sartynskij.

### Kariera

#### 2011–2012
W 2011 roku uczestniczył w letniej uniwersjadzie, na której zajął siódme miejsce z wynikiem 15,262 pkta w skokach. Był też członkiem ukraińskiej delegacji, która zajęła piąte miejsce w skokach drużynowych. W październiku brał udział w mistrzostwach świata w gimnastyce sportowej, gdzie zajął piąte miejsce w wieloboju drużynowym.
W 2012 roku zajął szóste miejsce z wynikiem 88,132 pkta w Amerykańskim Pucharze. W maju brał udział w mistrzostwach Europy w gimnastyce sportowej mężczyzn, na których zajął piąte miejsce w wieloboju drużynowym. Zdobył też srebrny medal w ćwiczeniach na poręczach, przegrywając o 0,1 pkta ze zwycięzcą, Marcelem Nguyenem. W czerwcu wygrał mistrzostwa Ukrainy w wieloboju indywidualnym, zdobywając 90,300 pkta. Latem reprezentował Ukrainę na letnich igrzyskach olimpijskich, zajmując czwarte miejsce (z wynikiem 271,526 pkta) w wieloboju drużynowym oraz jedenaste miejsce w wieloboju indywidualnym (z wynikiem 88,931 pkta).

#### 2013–2014

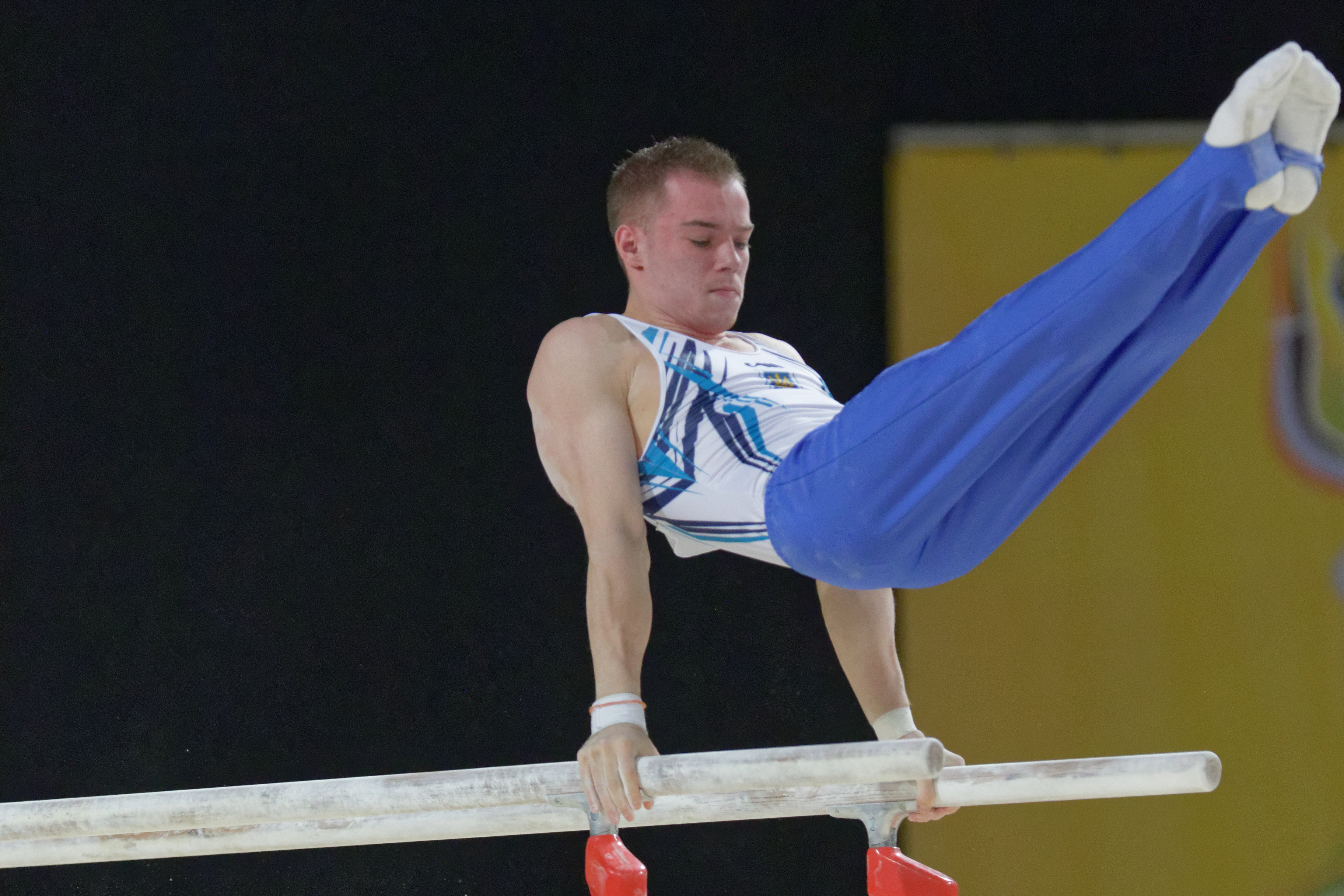
Ołeh Werniajew podczas Mistrzostw Europy w Gimnastyce Sportowej 2015

W 2013 roku wygrał mistrzostwa Ukrainy, zdobył srebrny medal w wieloboju indywidualnym na Amerykańskim Pucharze oraz wywalczył brązowy medal w wieloboju na mistrzostwach Europy w gimnastyce sportowej. W lipcu uczestniczył w letniej uniwersjadzie, na której zdobył trzecie miejsce w ćwiczeniach na obręczach, drugie miejsce w wieloboju drużynowym oraz pierwsze miejsce w wieloboju indywidualnym, remisując z Rosjaninem, Dawidem Bielawskim.
W maju 2014 roku brał udział w mistrzostwach Europy w gimnastyce sportowej, na których zajął trzecie miejsce z wynikiem 262,087 pkta w wieloboju, a także otrzymał złoty medal w ćwiczeniach na obręczach (z wynikiem 15,966 pkta) oraz brązowy medal w skokach (14,916 pkta). W październiku zdobył złoto w ćwiczeniach na obręczach podczas mistrzostw świata w gimnastyce sportowej.

#### Od 2015
W marcu 2015 roku wygrał Amerykański Puchar z wynikiem 90,597 pkta. Miesiąc później zajął pierwsze miejsce w wieloboju indywidualnym (89,582 pkta) oraz w ćwiczeniach na obręczach (15,866 pkta) podczas mistrzostw Europy w gimnastyce sportowej. W czerwcu reprezentował Ukrainę na igrzyskach europejskich, podczas których zdobył złoty medal w wieloboju (90,332 pkta) oraz w skokach (15,266 pkta). Oprócz tego zajął szóste miejsce w ćwiczeniach wolnych (14,233 pkta) oraz piąte miejsce w ćwiczeniach: na koniu z łękami (13,833 pkta), na obręczach (14,633 pkta) i na drążku (14,900 pkta).
Na przełomie maja i czerwca 2016 roku zdobył złoty medal skokach oraz srebrny medal w ćwiczeniach na obręczach podczas mistrzostw Europy w gimnastyce sportowej. W sierpniu zdobył srebrny medal w wieloboju indywidualnym podczas letnich igrzysk olimpijskich z wynikiem 92,266 pkta, przegrywając o 0,099 pkta z Kōheiem Uchimirą. Podczas konkursu zdobył też złoto w ćwiczeniach na obręczach (16,041 pkta), zajął piąte miejsce w skokach oraz ósme miejsce w ćwiczeniach na koniu z łękami oraz na drążku.
Na mistrzostwach Europy w 2017 roku w Cluj-Napoce wygrał złoty medal w wieloboju indywidualnym i ćwiczeniach na poręczach oraz brązowy medal w skoku. Tego samego roku w sierpniu zdobył cztery medale Letniej Uniwersjady w zawodach indywidualnych (jeden złoty, trzy srebrne, jeden brązowy) oraz srebrny z drużyną.
Rok później na mistrzostwach świata w Dosze zdobył srebrny medal w ćwiczeniach na poręczach. W finale wieloboju indywidualnym zajął czternastą pozycję.
W czerwcu 2019 roku wystąpił na igrzyskach europejskich w Mińsku. Złoty medal zdobył w ćwiczeniach na poręczach. Poza tym wywalczył również srebrne medale w ćwiczeniach na koniu z łękami i wieloboju. W październiku tego samego zdobył brązowy medal w wieloboju indywidualnym podczas mistrzostw świata w Stuttgarcie.